# Bröring Unternehmensgruppe

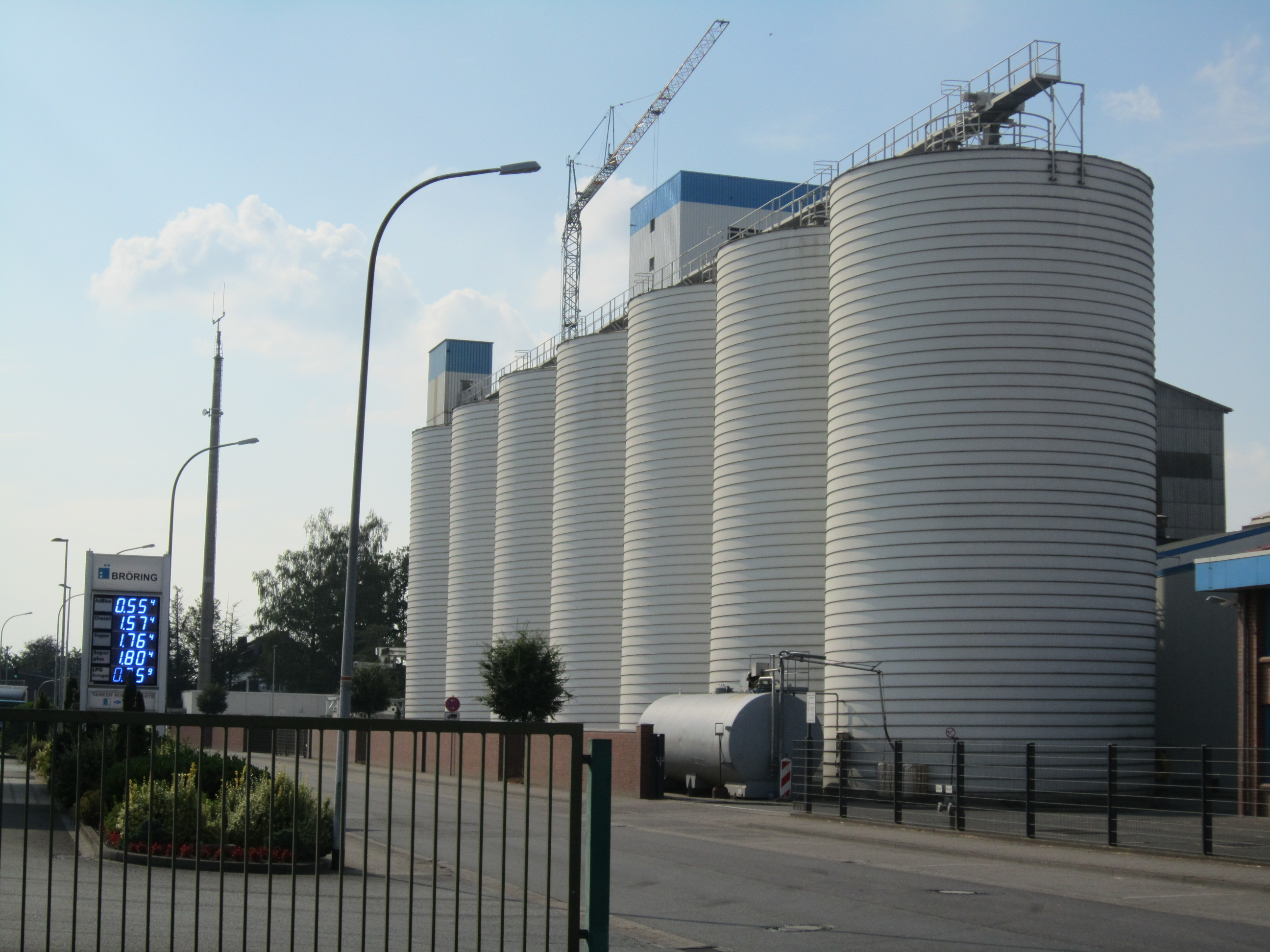
Tankstelle und Silos des Mischfutterwerks Bröring in Dinklage

Die BRÖRING Unternehmensgruppe ist ein in Norddeutschland in der Futtermittelproduktion und im Agrarhandel tätiges Unternehmen. Das Unternehmen ist einer der großen Mischfutterhersteller in Deutschland.

## Geschichte
Die BRÖRING Unternehmensgruppe entstand aus dem Zusammenschluss der H. Bröring GmbH & Co. KG und der Haneberg & Leusing GmbH & Co. KG.
Die H. Bröring GmbH & Co. KG wurde 1891 von Heinrich Bröring in Dinklage gegründet. Haneberg & Leusing ging aus den Unternehmen Wiese & Leusing in Nordwalde sowie Haneberg in Ostbevern hervor, die sich vor der Übernahme durch die Firma Bröring zum Unternehmen Haneberg, Wiese & Leusing zusammengeschlossen hatten.
Im Juli 2019 übernahm die H. Bröring GmbH & Co. KG 100 % der Geschäftsanteile der BOERRIES GmbH & Co. KG. Die BOERRIES GmbH & Co. KG ist ein Hersteller und Händler von Futtermitteln für Ferkel.

## Standorte
An den neun Standorten Dinklage, Löningen, Ostbevern, Schöppingen, Spelle, Twistringen, Algermissen, Karstädt und Losten werden jährlich 2,0 Millionen Tonnen Mischfutter hergestellt. Bröring unterhält 13 Agrarhandelsstützpunkte. Dort werden rund 15 % des Gesamtumsatzes erwirtschaftet. Das zur Mischfutterproduktion erforderliche Getreide stammt vorzugsweise aus der heimischen Landwirtschaft. Am Standort Spelle besitzt Bröring einen eigenen Hafenumschlagplatz. In Löningen und Twistringen verfügt Bröring bzw. BEST 3 über eigene Getreidebahnhöfe. 